# Stelis nagelii
Stelis nagelii är en orkidéart som beskrevs av Rodolfo Solano Gómez. Stelis nagelii ingår i släktet Stelis och familjen orkidéer. Inga underarter finns listade i Catalogue of Life.